# Rindi (plaats)
Rindi is een bestuurslaag in het regentschap Oost-Soemba van de provincie Oost-Nusa Tenggara, Indonesië. Rindi telt 1296 inwoners (volkstelling 2010).